# Josh Dubovie
Josh James Dubovie (ur. 27 listopada 1990 w Laindon w hrabstwie Essex) – brytyjski piosenkarz, reprezentant Wielkiej Brytanii w finale 55. Konkursu Piosenki Eurowizji (2010).

## Dyskografia

### Albumy studyjne
- Carpe Diem (2011)[2]

### Single
- 2010 – „That Sounds Good to Me”
- 2013 – „Game Over”